# Schmerzhafte Mutter Maria (Köln-Lindweiler)

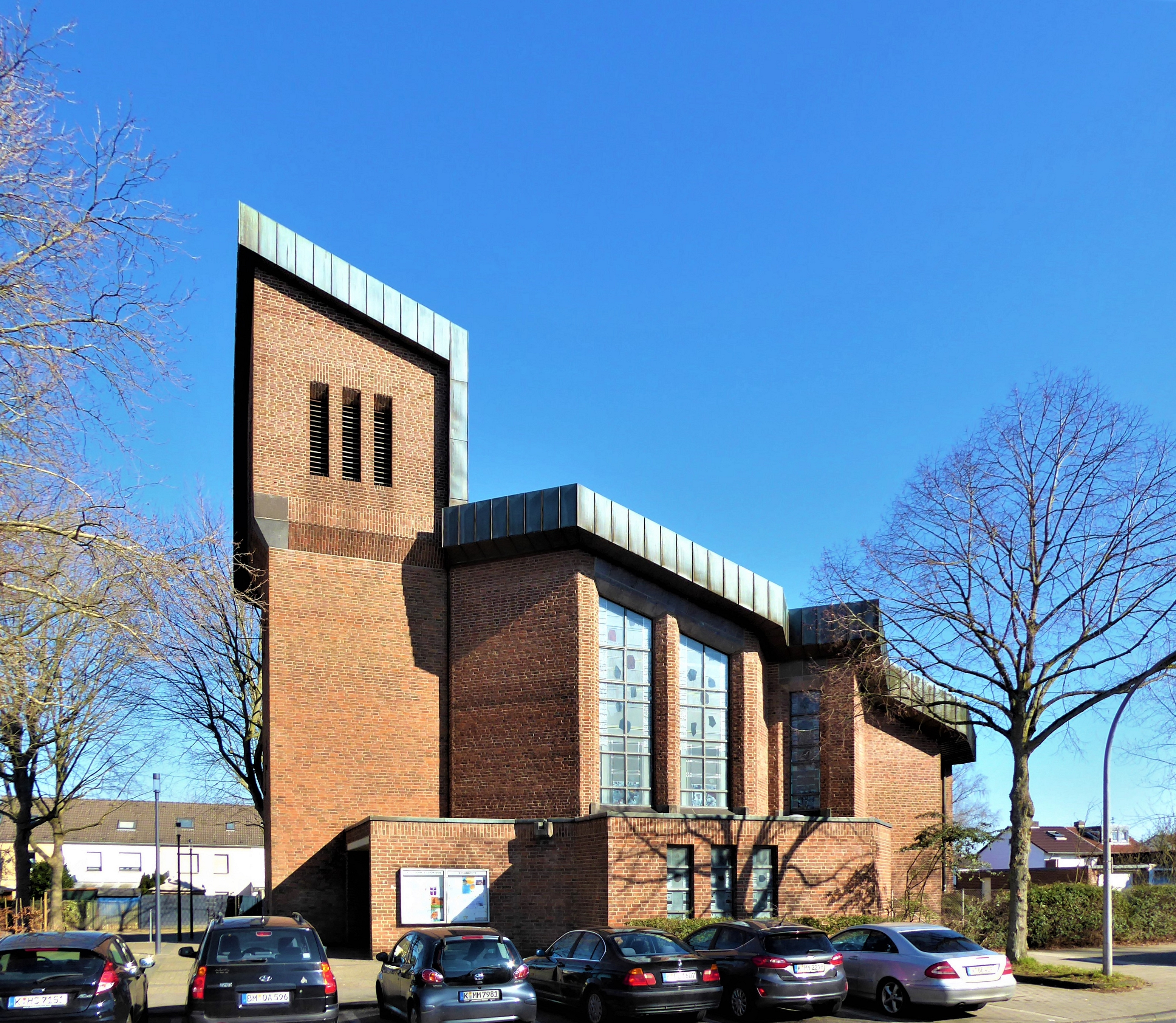
Die Kirche Schmerzhafte Mutter Maria

Die Kirche Schmerzhafte Mutter Maria ist eine römisch-katholische Filialkirche in Köln-Lindweiler.

## Geschichte
Der heutige Stadtteil Lindweiler entstand nach dem Zweiten Weltkrieg im Zuge der nördlichen Erweiterung Kölns in einem ursprünglich ländlich geprägten Raum. Dieser war seit dem Mittelalter Teil der Pfarrei St. Dionysius in Longerich, die bis in das Jahr 1080 zurückreicht. Als Lindweiler ab den 1960er Jahren immer mehr durch große Mehrfamilienhäuser ausgebaut wurde, fanden durch die katholische Pfarrei zunächst über einen Zeitraum von zehn Jahren Gottesdienste in einer Notkirche statt, bis der Architekt Wilhelm Dahmen mit der Planung zur Errichtung einer eigenen Filialkirche im Stadtteil beauftragt werden konnte. Der Entwurf lehnte sich in verkleinerter Form an Dahmens Pläne für die 1978 fertiggestellte Kirche St. Johannes der Täufer in Monheim an. Die Weihe der neuen Kirche in Lindweiler, die das Patrozinium Mater Dolorosa trägt, fand am 28. Juni 1981 statt.

## Architektur
Das Gebäude ist ein außen und innen unverputzter Ziegelbau über einem polygonalen Grundriss.

## Ausstattung
In den Altar aus Basaltgestein wurden Teile der Reliquien des heiligen Matthias eingelassen, die die Pfarrei Longerich aus Trier erhalten hatte. Der Tabernakel wurde durch den Aachener Bildhauer Klaus Iserlohe gestaltet. Im Jahr 2002 erhielt die Kirche eine neue Fensterverglasung des Künstlers Bodo Schramm. Die abstrakte Glasmalerei in der Außentür stammt von Karl-Josef Schneider und entstand um 1990.
Der Kreuzweg aus hölzernen Bildreliefs stammt aus einer ehemaligen Klosterkapelle in Worringen.

## Orgel
Die Orgel ist ein Werk der niederländischen Firma Verschueren Orgelbouw.
Sie wurde 1960 für die Reformierte Zuiderkerk in Schiedam (Niederlande) erbaut. 1974 wurde die Orgel nach Heilig Kreuz in Bonn-Limperich verkauft, erweitert und in einem neuen Gehäuse durch Verschueren wieder aufgestellt. 2006 wurde die Orgel nach Köln weiterverkauft und nach Überarbeitung durch die Firma Weyland-Orgelbau in der Kirche Schmerzhafte Mutter Maria wieder installiert. Das Instrument umfasst 18 Register auf zwei Manualen und Pedal. Hinzu kommen drei Extensionen im Pedal. Die Disposition lautet wie folgt:
| I Hoofdwerk C–g3 |     |
| Prestant (ab c1) | 16′ |
| Prestant         | 8′  |
| Roerfluit        | 8′  |
| Octaaf           | 4′  |
| Fluit            | 2′  |
| Mixtuur V–VI     |     |
| Trompet          | 8′  |

| II Positief C–g3  |       |
| Holpijp           | 8′    |
| Salicionaal       | 8′    |
| Koppelfluit       | 4′    |
| Prestant          | 2′    |
| Quintfluit        | 1 ⁄3′ |
| Sesquialter I–III |       |
| Dulciaan          | 8′    |
| Tremolo           |       |

| Pedaal C–f1   |     |
| Prestant      | 16′ |
| Subbas        | 16′ |
| Prestant      | 8′  |
| Gedekt (Ext.) | 8′  |
| Octaaf (Ext.) | 4′  |
| Fagot         | 16′ |
| Basson (Ext.) | 8′  |

- Koppeln: II/I, I/P, II/P
- Spielhilfen: 4 feste Kombinationen, Automatisches Pianopedal, Tutti